# 奥雷利亚纳德拉谢拉
奥雷利亚纳德拉谢拉，是西班牙埃斯特雷马杜拉巴达霍斯省的一个市镇。总面积17平方公里，总人口333人（2001年），人口密度20人/平方公里。